# Husaby
Husaby ( PRONÚNCIA) é uma localidade da província da Västergötland, na região da Gotalândia, na parte central da Suécia. 
Está situada a 15 quilômetros a leste da cidade de Lidköping. 
Faz parte da comuna de Götene, pertencente ao condado da Västra Götaland.   
Segundo censo de 2016, tinha 1 006 habitantes.
Surgiu na Idade Média e cresceu em redor da igreja local. Para além das ruínas do castelo do bispo Brinolfo (Husaby biskopsborg), está aí localizada a fonte de São Sigfrido (Sankt Sigfrids källa) onde o rei Olavo, o Tesoureiro teria sido batizado no ano 1000, um acontecimento marcante da cristianização da Suécia.

## Galeria

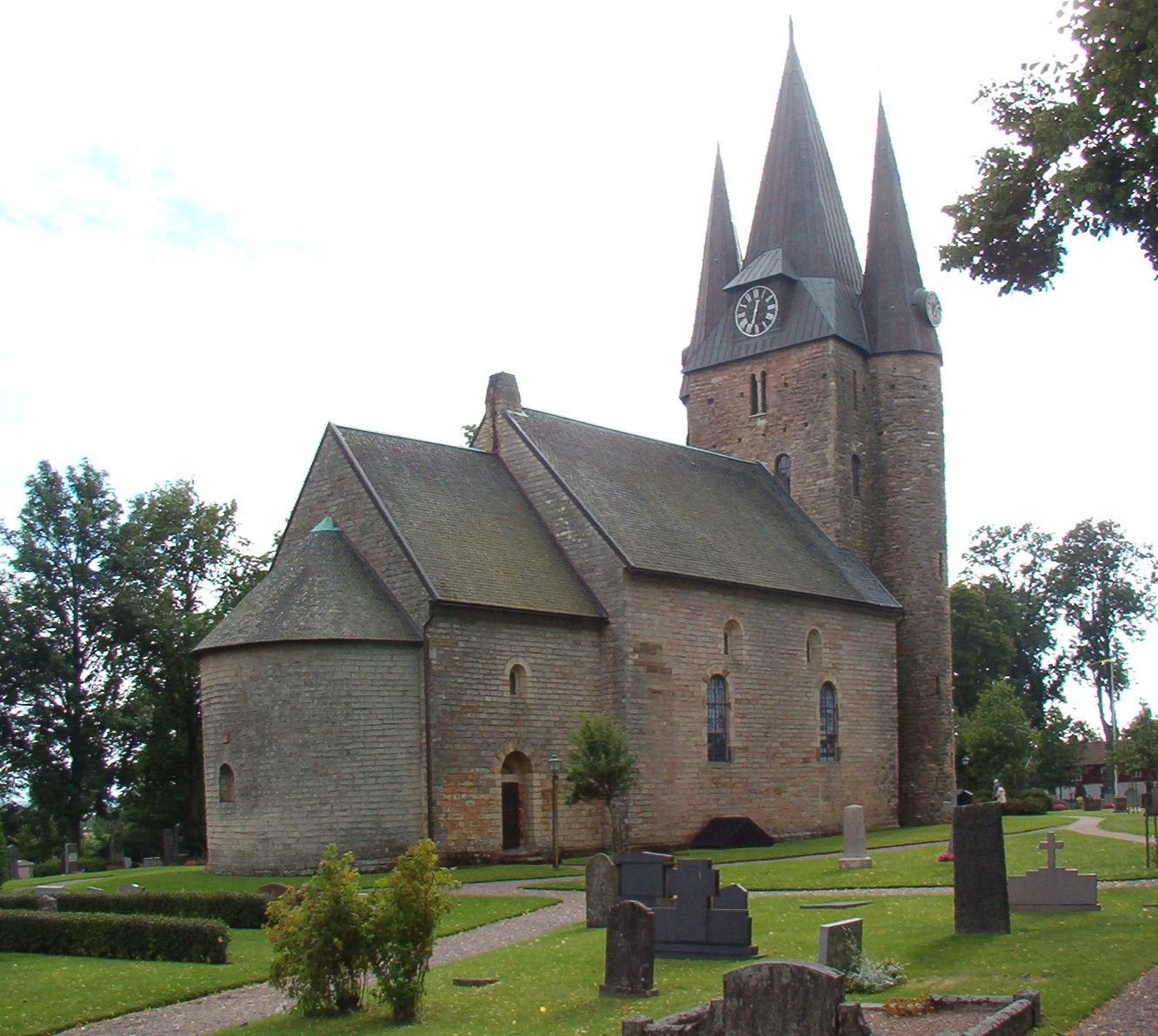
Igreja de Husaby
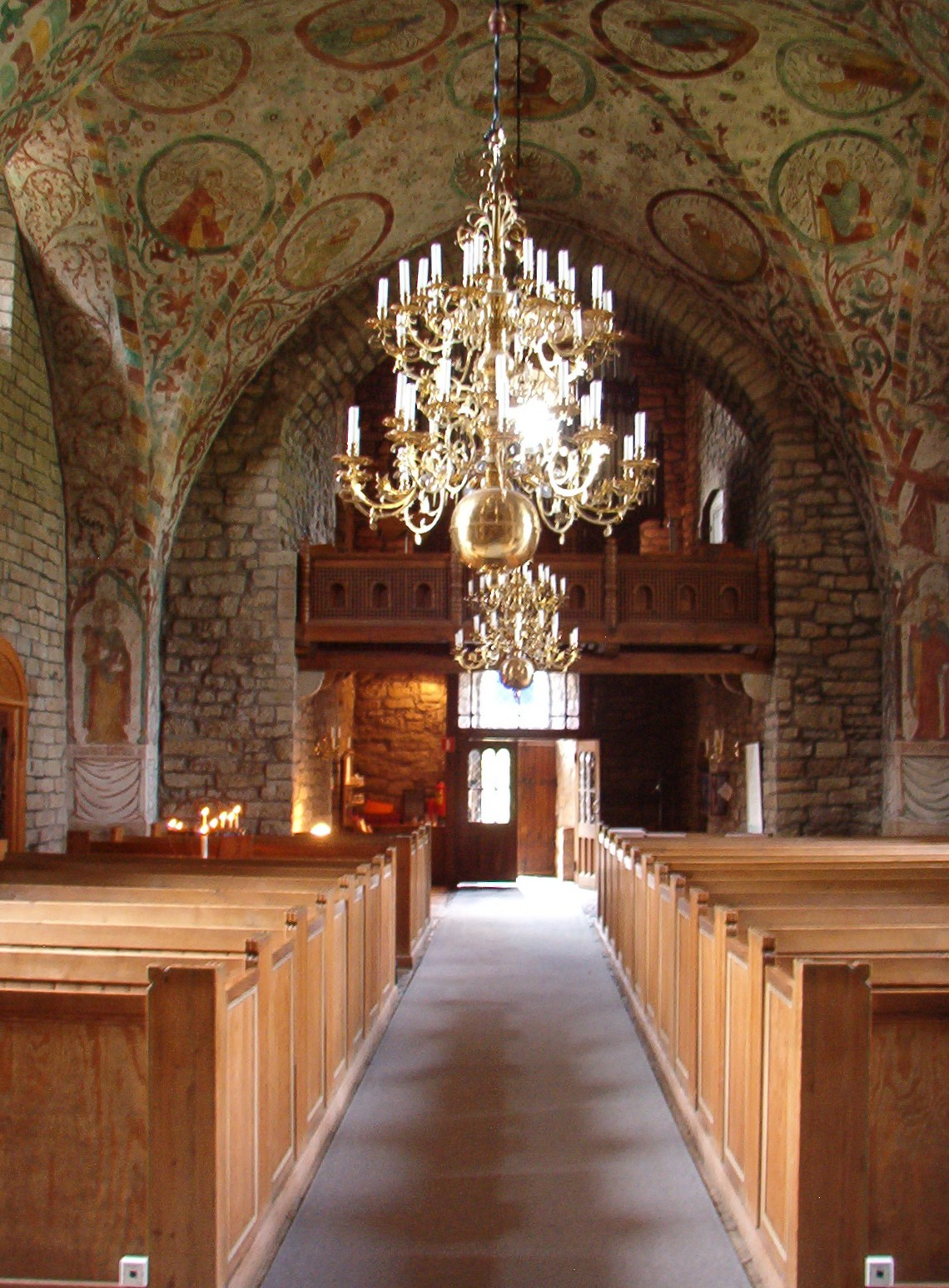
Interior da igreja
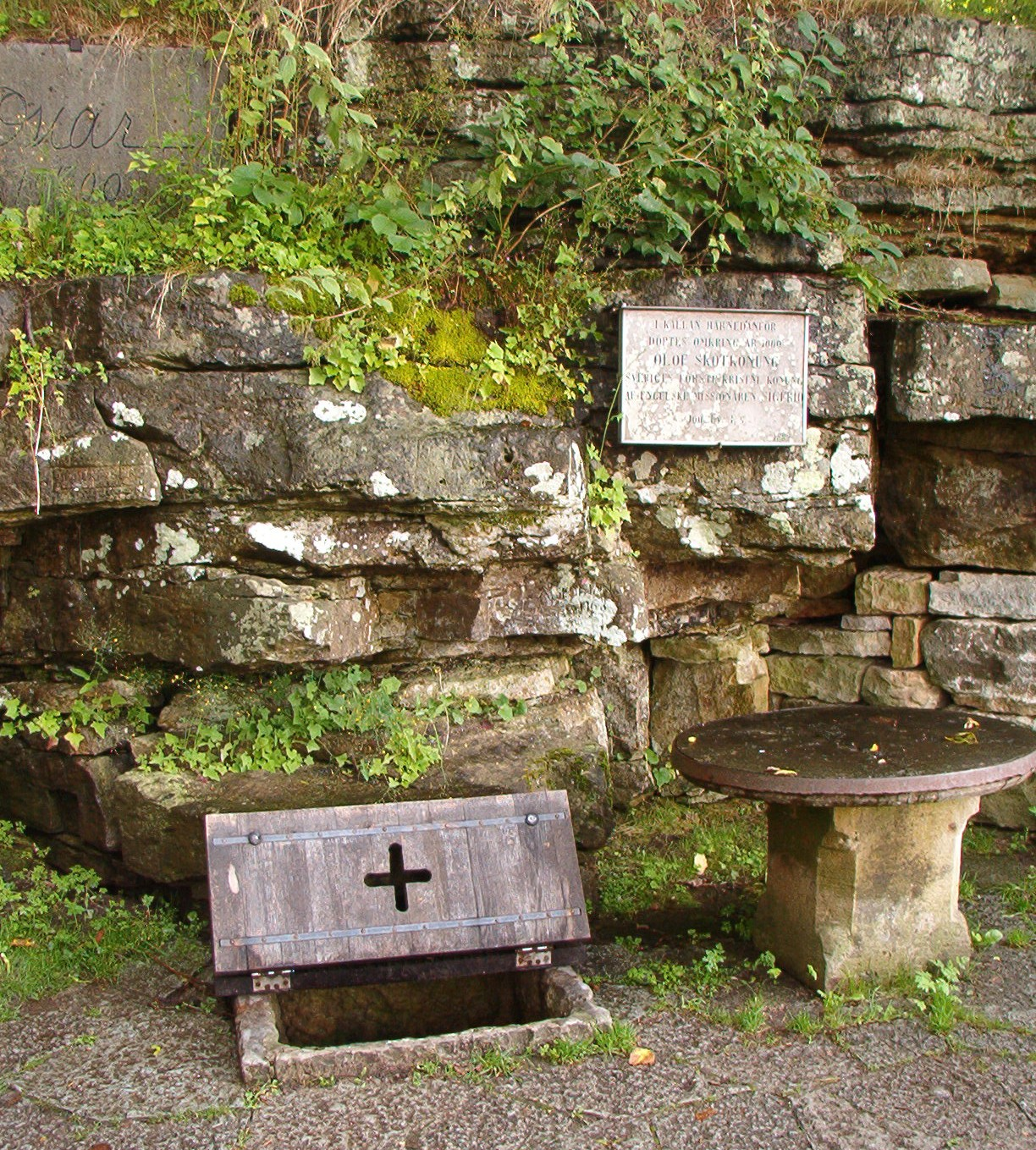
A fonte de São Sigfrido
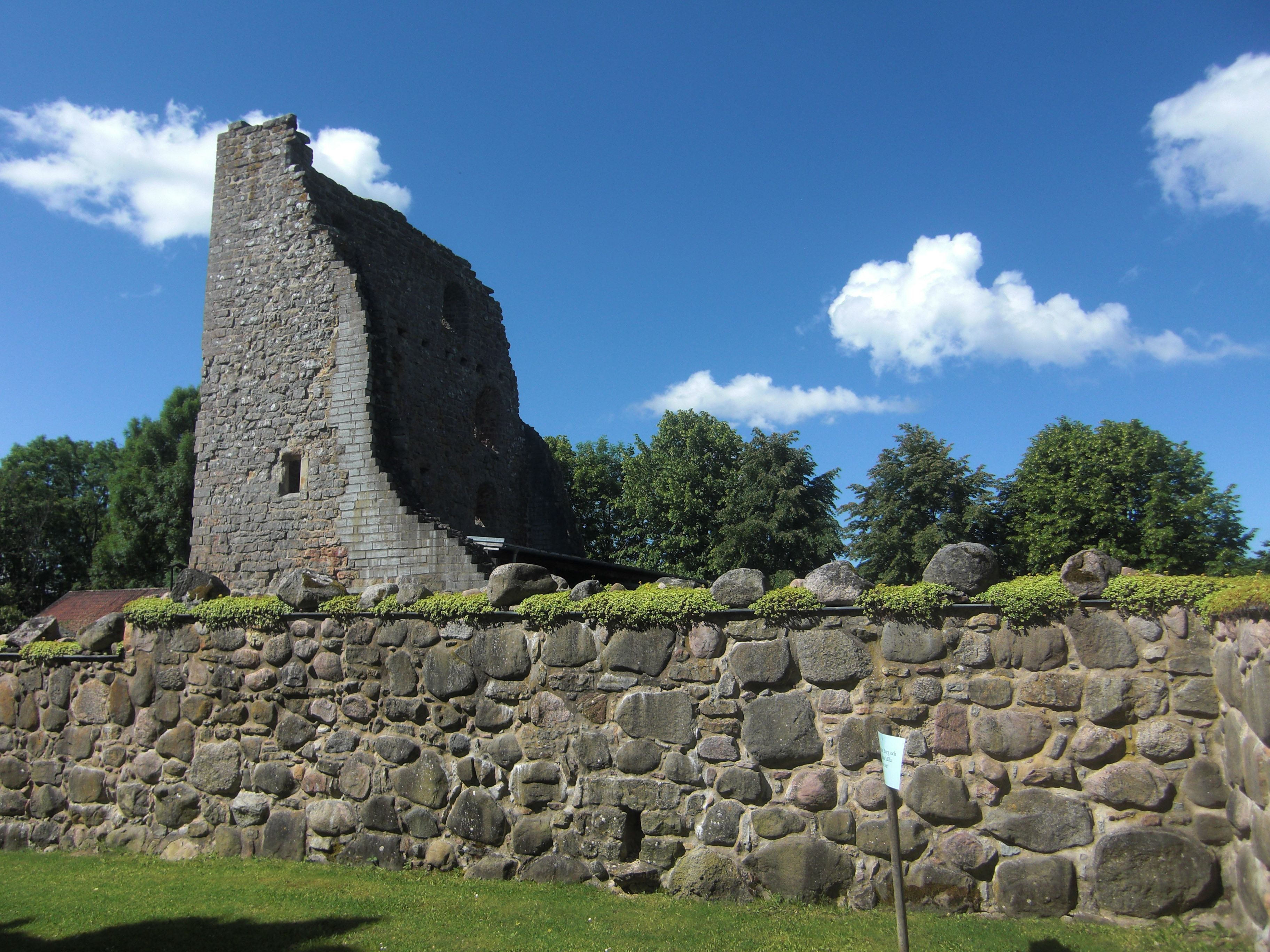
Residência fortificada de bispo